# Margaretha Verwey
Margaretha Verwey, officieel: Verweij (Amsterdam, 18 oktober 1867 – aldaar, 17 december 1947) was een Nederlands textielkunstenaar en tekenaar.

## Leven en werk
Margaretha, Margreet voor intimi, was een dochter van meubelmaker Jan Verweij en Wilhelmina Frederika van der Vijgh, en een jongere zus van dichter Albert Verwey. Haar ouders overleden toen zij erg jong was, ook haar eerste stiefmoeder overleed jong. Ze kreeg een tweede stiefmoeder en twee voogden, met wie ze geen goede relatie had. In 1888 werd de voormalige meubelzaak van haar vader aan de Nieuwe Spiegelstraat omgezet in een textielzaak, die door Margaretha werd gerund. 

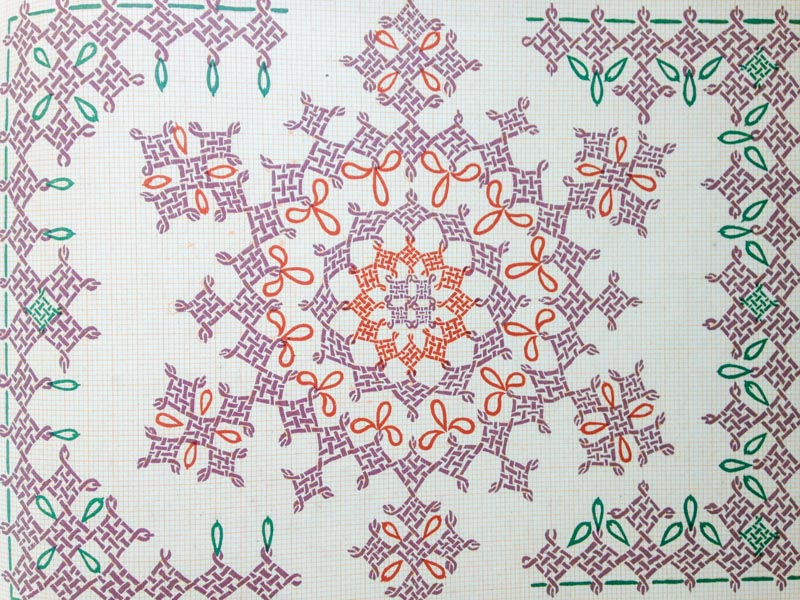
Borduurpatroon Margaretha Verwey

Ze kwam in aanraking met de architect Berlage, die haar plaagde met de lelijke, fabrieksmatige dingen die in haar winkel werden verkocht. Ze raakte geïnteresseerd in kunstnijverheid, het ouderwetse handwerk, en vroeg Chris Lebeau patronen voor de zaak te ontwerpen. Omdat ze zelf ook wilde leren tekenen en ontwerpen ging ze een opleiding volgen. Via Berlage kwam ze in aanraking met de theosofische Vahânaloge in Amsterdam, waar ze les kreeg van Mathieu Lauweriks en Karel de Bazel. De winkel werd uitgebreid met het naastgelegen pand en in 1902 heropend onder de naam Margaretha Verwey, Hollandsch Kunstnaaldwerk. In 1908 had ze meer dan twintig meisjes in haar ateliers die weefden en borduurden. Samen met Marie Faddegon organiseerde Verwey ook cursussen en gaf ze patroonboekjes uit voor kruissteken en kinderkleding. De winkel groeide en er werden filialen geopend in Den Haag en Utrecht.

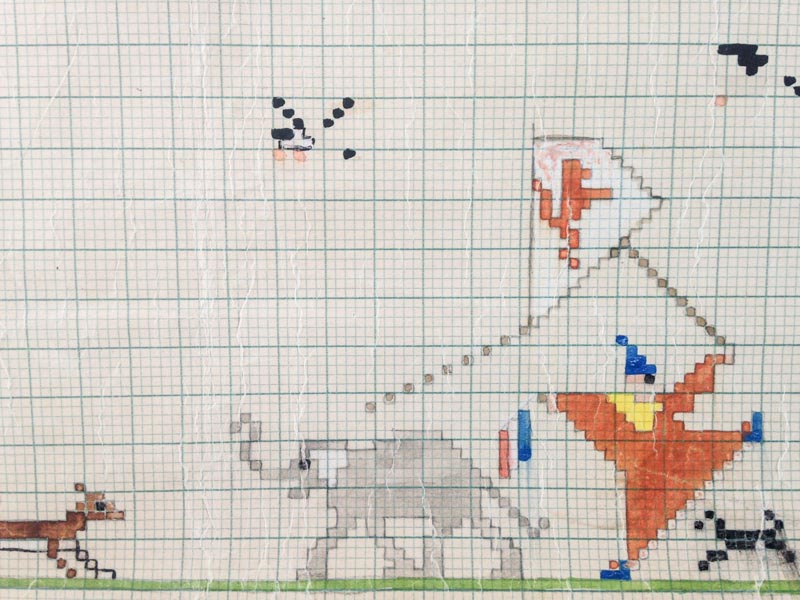
Borduurpatroon kruissteken Margaretha Verwey

Kort na het begin van de Eerste Wereldoorlog kreeg ze het advies van een vriendin om haar bezittingen te verkopen en om te gaan werken voor het Leger des Heils. Zij volgde in eerste instantie dit advies op. 
In 1916 leerde ze de schilder-goeroe Karel Schmidt kennen. Onder zijn invloed liet ze de verkoopborden bij haar winkel in de Nieuwe Spiegelstraat door de makelaar weer weghalen. Ze ging bij het gezin in Blaricum wonen en liet een atelier voor de schilder bouwer, De Smidse. Ze richtten in 1918 een genootschap van kunstenaars en ambachtslieden op onder de naam De Smeden, waarmee ze exposeerden in het Stedelijk Museum Amsterdam. Met het overlijden van Schmidt in 1920, stierf het initiatief een stille dood. Margaretha verhuisde met de weduwe, Johanna Schmidt-de Kruijf, en hun drie kinderen in 1924 naar Amsterdam, o.a. gedwongen door financiële problemen.
Onder invloed van Dr. Rittelmeyer, evangelische predikant van De Christengemeenschap, verhuisden Margaretha en Johanna naar Den Haag, zodat de kinderen naar de Vrije School konden. De winkel in Amsterdam werd verkocht en een zaak in Den Haag werd opgericht. Op 70-jarige leeftijd verkocht Margaretha de zaak in Den Haag om in 1941 weer naar Amsterdam te verhuizen. Haar laatste jaren bracht zij door in de Elisabeth Otter-Knoll Stichting.
Verwey wordt gezien als pionierster van het kunstnaaldwerk in Nederland, Ze was onder andere lid van de examencommissie voor het nijverheidsonderwijs.
Ze exposeerde meerdere malen, schreef publicaties en gaf lezingen. In 1947 bracht ze haar memoires uit, onder de titel De Smidse. Margaretha Verwey overleed later dat jaar, twee maanden na haar 80e verjaardag. Ze werd begraven op de Nieuwe Oosterbegraafplaats.
- Biografisch Portaal: 01351759
- Digitale Bibliotheek voor de Nederlandse Letteren: verw041
- Nederlandse Thesaurus van Auteursnamen: 147986052
- RKD-Nederlands Instituut voor Kunstgeschiedenis: 80770
- Virtual International Authority File: 287431060